# Коньонков Сергій Тимофійович
Коньонков Сергій Тимофійович (28 червня (10 липня) 1874 — 9 грудня, 1971) — російський і радянський скульптор.

## Життєпис. Ранні роки
Народився в селянській родині в селі Караковичі (тоді Єльнинський повіт, Смоленська обл., Російська імперія. Родичі Коньонкових були кріпаками. Чисельна родина роками заробляла гроші й до реформи 1861 р. і скасування кріпацтва викупила волю. Тоді ж за сільським прізвиськом (працюють як коні, Конята) отримали прізвище — Коньонкови. Здібний Сергій, один з небагатьох, якому родина спромоглася дати первісну освіту. Закінчив гімназію в місті Рославль, знав латину.

## Навчання в Москві і Петербурзі
- 1892–1899 — навчання в Московському училищі живопису, скульптури і архітектури (майстерня С. Іванова, С. Волнухіна).Закінчив повний курс навчання і отримав звання позакласного художника.

Отримав право на закордонну подорож на кошти відсотків з премії імені Сергія Михайловича Третьякова, брата засновника художньої галереї — Третьякова Павла Михайловича. Відвідав Німеччину, Францію, Італію.
- 1899–1902 рр. — завершив художнє навчання в Петербурзькій імператорській академії (майстерня скульптора Беклемішева В. О.)
- 1902 р. — отримав звання скульптора за скульптуру «Самсон розриває ланцюги».

## Подальше життя

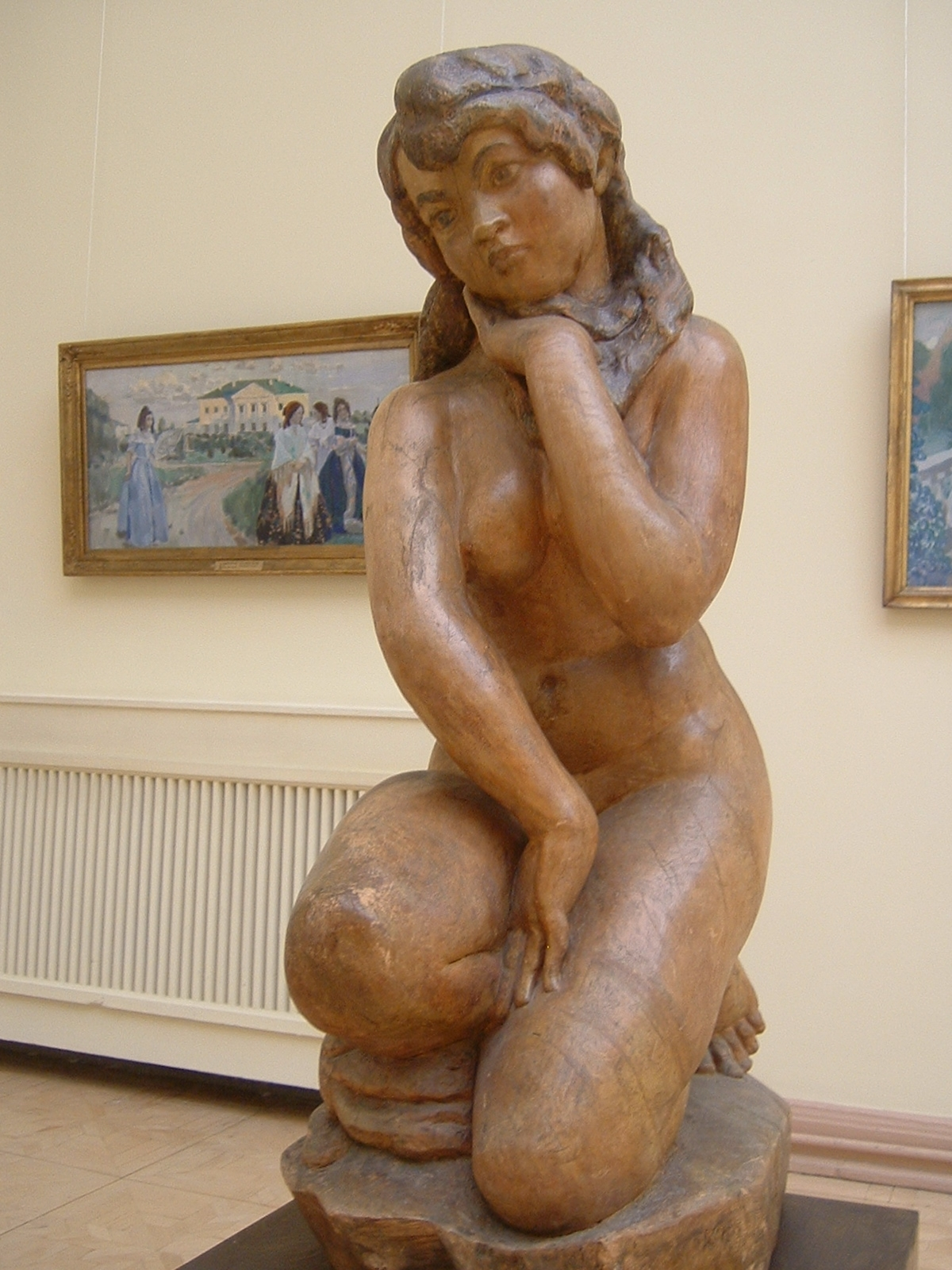
Купальщиця, 1917, пофарбоване дерево, Російський музей, Петербург.

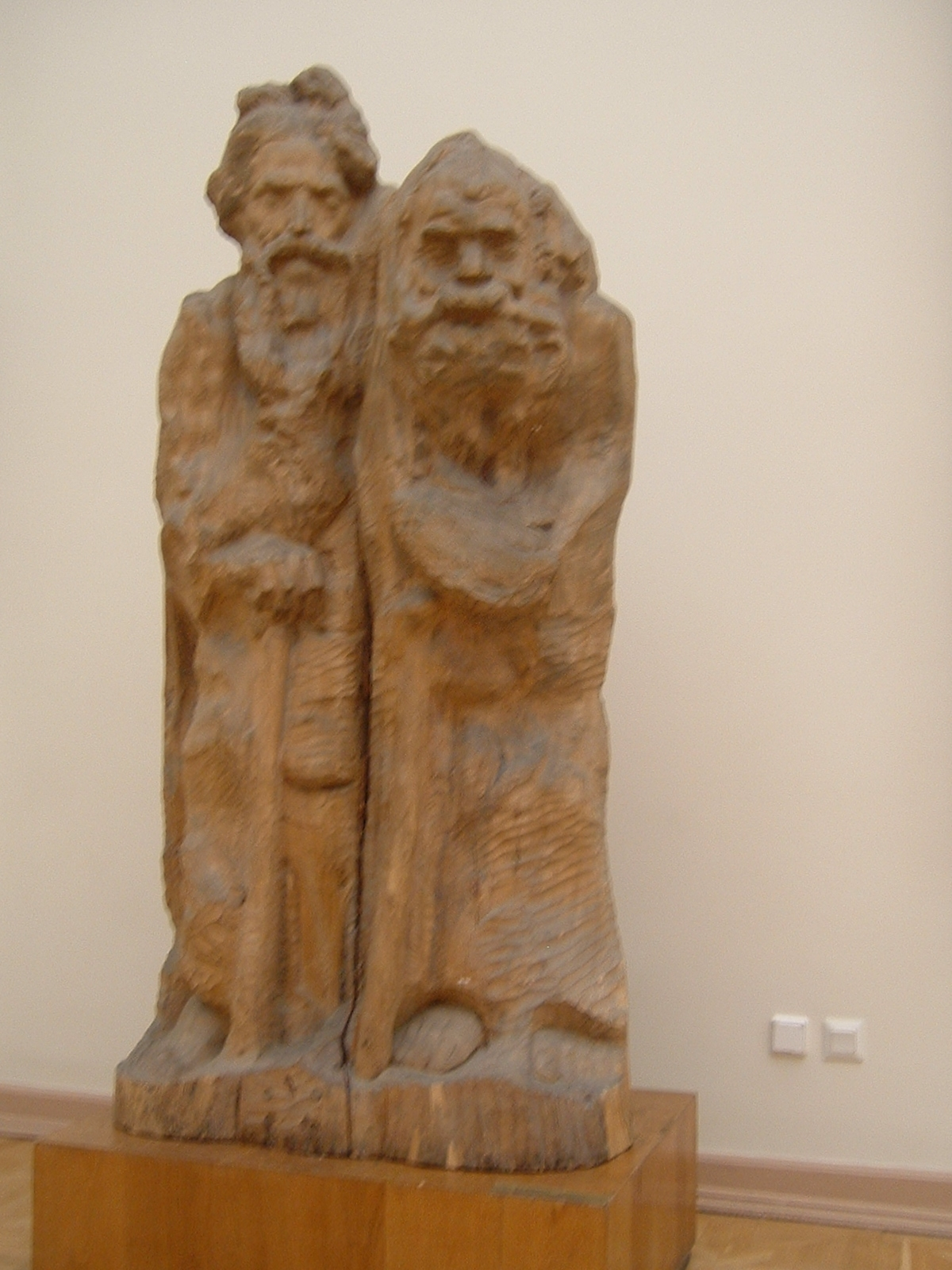
Жебраки, 1917, дерево, Російський музей.

- 1909 р. — член Спілки російських художників.
- 1912 р. — подорож у Грецію та арабський Єгипет.
- 1916 р. — перша персональна виставка скульптур в Москві.
- 1918 р. — Участь у ленінському Плані монументальної пропаганди, відкриття меморіальної дошки «Загиблим у боротьбі за мир і братерство народів», Сенатська вежа Кремля, Москва.
- 1918–1922 — викладач в студії Пролеткульту та у ВХУТЕМАСі.
- 1919 р. — відкриття монументу Степану Разіну в Москві.
- 1923 р. — виконав декоративні скульптури («Робочий», «Селянин», «Текстильщиця» та ін.) для оздоб приміщень Всеросійської сільськогосподарської та кустарно-промислової виставки у Москві.
- 1924 р. — відбув у відрядження у США як учасник виставки російського мистецтва. Персональна виставка у місті Нью-йорк. Розпочався етап закордонного життя скульптора (1925–1945), мешкав переважно у США.
- Грудень 1945 р. — повернення у СРСР.
- 1951 р. — Сталінська премія за скульптурні портрети.
- 1953–1954 рр. — архітектор Бродський Савва Григорович запросив скульптора на роботи по оздобленню музично-драматичного театру в місті Петрозаводськ(проект -Бродського С. Г.)
- 1954 р. — персональні виставки у Москві і Ленінграді з нагоди 80-річчя скульптора.
- 1955 р. — звання Народний художник РРФСР.
- 1956 р. — орден Леніна
- 28 лютого -7 березня 1957 р. — участь в створенні і роботі 1-го Всерадянського з'їзду радянських художників. Коньонков запропонував щорічні урочистості з нагоди підписання Леніним Плану монументальної попаганди (робились у вигляді Тижня образотворчих мистецтв у квітні).
- 1957 р. — Ленінська премія за «Автопортрет» 1954 р.

## Медальєрний твір
Скульптор практично не займався медальєрним мистецтвом. Але саме йому доручили створення радянської медалі — премії імені М. В. Ломоносова, закінчив у 1960 р.

## Останні роки
- 1959–1964 р. — проект монументу Леніну та ін.
- 1964 р. — звання Героя Соціалістичної Праці.
- 1965 р. — урочистості з нагоди 90-річчя скульптора.
- 1967 р. — участь у виставках з нагоди 50-річчя радянської влади.
- 1970 р. -участь у виставках з нагоди 100-річчя з дня народження Леніна.
- 1971 р.- смерть в Москві. Поховання відбулося на Новодівочому цвинтарі в Москві.

## Книги спогадів
- Конёнков С. Т. " Земля и люди " (1968)
- Конёнков С. Т. " Мой век " (1971)

## Музей-майстерня скульптора
У 1974 р. з нагоди 100-річчя з дня народження скульптора збережена майстерня митця в Москві на Тверському бульварі перетворена на музей. До музейного закладу увійшли -
- житлові приміщення
- майстерня
- меблі, створені скульптором власноруч
- ескізи його творів в гіпсі
- частка готових скульптур в дереві, мармурі, тонованому гіпсі.

Серед експонатів музею-майстерні — «Автопортрет» скульптора, погруддя дружини, «Самсон, що розриває ланцюги», голова, ескіз до скульптури «Самсон», «Паганіні багаторукий», проект монументу письменнику Л. М. Толстому, композиція «Космос» та ін. Експозиції доповнені меморіальними речами і документами доби.

## Увічнення пам'яті
- Вулицю Коньонкова мають міста Москва та Рославль.
- Смоленський музей образотворчих мистецтв — носить ім'я С. Т. Коньонкова.